# 狮鹫号通报舰 (1886年)
狮鹫号是德意志帝国海军于19世纪80年代中期建造的一艘独级通报舰，自1899年起重归类为小巡洋舰。作为鱼雷已成为有效武器并促进了绿水学派发展的时代产物，狮鹫号的设计旨在保护舰队的主力舰免受鱼雷艇攻击。为了适应这一职能，它装备有105毫米和37毫米两种口径的火炮，但不像德国同期的其它通报舰那样搭载鱼雷发射管。然而，狮鹫号并不是一艘成功的军舰，它在运用生涯的大部分时间里都处于闲置状态，没有服役。
狮鹫号于1887年竣工，直至1889年才投运，之后于1890年10月才进入舰队服役——当时它被指派进行鱼雷测试，直至1894年退役。1897年5月重新入役后，该舰在接下来的两年里都在舰队担任侦察舰，此后再度沦为次要角色，包括充当训练舰，直至1900年9月最终退役。狮鹫号于1912年正式从海军名录中除籍，1915年、即第一次世界大战期间被拆成废船，自1917年起又被用作水雷贮存库。战后，它于1921年被售予拆船商，并在汉堡拆解报废。

## 设计
到19世纪80年代，鱼雷和鱼雷艇的发展已经形成系统性的武器，可以有效地挑战强大的铁甲舰。这导致了法国绿水学派的兴起，该学派强调使用廉价的鱼雷艇和巡洋舰，而不是昂贵的铁甲舰。随着包括德国在内的其他国家海军开始采用这一战略，德国的规划者看到了一款小型军舰的需求，能够保护舰队免受鱼雷艇的攻击。帝国海军部要求最高航速达到19節（35每小時），这将允许该舰同时可担任舰队的侦察舰。为了控制重量，武器装备则由一对105毫米炮组成。事实证明，该舰在服役过程中令人失望，它很少作为前线作战舰艇使用。

### 整体特征
狮鹫号的水线长和全长分别为99.5米和102.6米，有9.75米的舷宽以及4.22米的前吃水和4.34米的后吃水。其标准排水量为2050吨，满载排水量则可达2266吨。舰体采用横向钢框架构造，包含十二个水密隔舱。不同于当时德国舰队阵中的其它通报舰和巡洋舰，狮鹫号没有装甲保护。
狮鹫号是一艘平庸的海船，操控性适中。它有轻微的纵摇，横摇倾向则明显得多。舰只的横向稳心高度为0.48米。其标准船员编制为7名军官及163名水兵，后续又增编至173名水兵。狮鹫号可携带一些小型舰载艇，包括一艘哨艇、两艘独桅纵帆船、一艘高低桅帆船以及一艘小舢板。

### 推进装置
狮鹫号的推进装置由两台日耳曼尼亚公司制造的两缸卧式双胀蒸汽机组成，各负责驱动一副直径为4米的四叶螺旋桨。蒸汽由六台圆柱形燃煤双头火管锅炉提供，它们被分置于三个锅炉舱内。每个锅炉舱都有独立的管道分别汇入三座垂直烟囱。1906年，该舰在两个锅炉舱内安装了八台全新的圆柱形锅炉，这略微改善了其性能。电力由两台发电机提供，总输出功率为20千瓦，电压为67伏。转向由单舵控制。
发动机的额定功率为5,400匹公制馬力（4,000千瓦特），设计航速18節（33每小時）；但在试航中，狮鹫号推进装置曾达到5,431匹公制馬力（3,994千瓦特）的功率和18.2節（33.7每小時）的速度。当更换了新的锅炉后，其发动机在试航中则可达到5,795匹公制馬力（4,262千瓦特）和19.1節（35.4每小時）的速度。舰只的燃煤储存量为350吨，能够以12節（22每小時）的速度连续航行2,180海里（4,040）。改装后，其贮煤量增至436吨，在10節（19每小時）状态下的续航里程达到3,960海里（7,330）。

### 武器装备
与德意志帝国海军建造的以鱼雷发射管为主武器的其他通报舰不同，狮鹫号仅装备了火炮。竣工时，该舰搭载了两门独立安装在枢轴底座的105毫米35倍径箍炮。副炮则由两边舷侧的各五门37毫米转膛炮组成，同样独立安装在枢轴底座上。1906年，狮鹫号重新装备了八门88毫米35倍径速射炮和六门转膛炮。至运用生涯后期，又有两门88毫米炮和两门转膛炮被移除。

## 服役历史
狮鹫号是根据1884－1885年的造舰计划，为替换老旧的明轮通报舰罗蕾莱号而以“罗蕾莱代舰”（Ersatz Loreley）作为合同代号发包予基尔的日耳曼尼亚船厂承建。其龙骨自1885年10月开始铺设，至1886年7月29日下水。在下水仪式上，由时任波罗的海海军基地司令的海军中将威廉·冯·威克德主持为舰只命名并发表演说。舾装工作完成后，该舰于1887年7月9日入役以进行海试。初步测试持续至9月15日，然后于10月17日在基尔退役。它一直维持闲置状态，直至1889年3月19日才重新入役，在北海执行渔业保护任务。在此期间，狮鹫号主要在东弗里斯兰群岛附近巡逻，不过从3月中旬到4月中旬，它保护德国领海的任务被中断，转而为德皇威廉二世乘坐的巡洋护卫舰亚历山德里娜号护航。当时亚历山德里娜号正在前往海外执行任务的途中，受到了刚从地中海巡航归来的威廉二世登舰慰问，并一直搭乘至旺格岛。6月24日至8月10日期间，狮鹫号再度陪同德皇——这次是搭乘他的皇家游艇霍亨索伦号展开巡航，它们先是北上前往挪威的北角，然后南行抵达英国的考斯。回到德国后，狮鹫号在年度秋季演习期间担任演习舰队的侦察舰，直到8月30日。随后，该舰于9月30日在基尔退役。
1890年10月10日，海军成立了鱼雷试验指挥部（Torpedoversuchskommando），以进一步开发舰队的鱼雷武器；这项工作此前是由腓特烈奥特的鱼雷工厂进行的。狮鹫号于11月1日加入该指挥部，协助开展在基尔湾的试验行动。这项工作于1891年4月2日中断，当时狮鹫号搭载威廉二世前往迎接护卫舰卡罗拉号，后者刚在德属东非镇压了阿布希里起义，正从当地返回。6月10日，狮鹫号进入基尔帝国船厂的旱坞进行现代化改造，其中包括更换主炮。工程于8月21日完成，随后在但泽湾进行了海试直到11月。1892年的进程大致波澜不惊，唯一值得注意的是该舰参加了从8月30日到9月5日举行的舰队演习。
狮鹫号于1893年4月17日至10月2日进行了彻底的检修，之后回到鱼雷试验指挥部服役。这项任务于1894年10月31日当它退役时结束。直到1897年5月5日，该舰才重新入役，在舰队中担任侦察舰。狮鹫号被编入第一分舰队第二支队，以支援旗舰威廉国王号。作为该部队的一员，它参加了在北海和波罗的海展开的训练演习，继而于8月陪同威廉二世及奥古斯塔·维多利亚皇后一起巡航前往俄国的喀琅施塔得。当月晚些时候，该分舰队返回德国水域，这些舰艇又参加了年度舰队演习。演习结束后，狮鹫于9月22日载上海因里希亲王赶赴易北河口；因S-26号鱼雷艇当天在那里的一场暴风雨中沉没,而梅克伦堡公爵腓特烈·威廉正在舰上服役并殉职，海因里希希望亲自参加搜救和打捞工作。

由威利·施特韦所绘的石版画，展现了狮鹫号（左）、流星号（中）和狩猎号（右）

1897年12月，狮鹫号被调配至第一支队，跟随战列舰群参加了前往挪威克里斯蒂安尼亚的冬季巡航。从12月29日至1898年2月20日，当支队旗舰腓特烈·威廉选帝侯号在船厂进行维修时，狮鹫号曾短暂接替其位置，并由支队司令、海军中将奥古斯特·冯·汤姆森登舰指挥。两天后，该舰也驶入船厂接受定期维修，尤其是对已经严重磨损的锅炉进行维修。维修于5月13日完成，此时它返回第一分舰队，5月19日在苏格兰的柯克沃尔加入阵中。月底，狮鹫号被重新编入第二支队，随即参加了在北部和波罗的海举行的夏季和秋季舰队演习。在后一次演习中，该舰曾于8月23日与S-71号鱼雷艇相撞，但两舰均未受到严重破坏。狮鹫号同时也是第一侦察集群的成员，该部队还包括通报舰赫拉号和布雷舰鹈鹕号。12月上半月，狮鹫号随第二支队余部出访了瑞典港口；在此期间，它曾担任支队旗舰直到12月17日。
狮鹫号于1899年4月1日撤出前线，随即参加了船舶无线电设备的实验。随后,它被分配到海军舰炮监察局充当训练舰，并驻扎在基尔峡湾。从8月初到9月13日，该舰重新加入舰队参加了年度演习。在返回训练任务之前，狮鹫号驶入旱坞进行另一次大修。1900年7月8日，它陪同第二代霍亨索伦号前往挪威的莫尔德和丹麦的埃斯比约，至7月27日返抵不来梅哈芬。在9月15日于斯维内明德结束的8月至9月演习期间，该舰再度担任舰队的侦察舰。狮鹫号于9月22日最后一次退役，并于1901年接受了又一次彻底检修，包括安装新的锅炉。同年9月，它与1899年以来所有现存的通报舰一样被重新归类为小巡洋舰，并转移到预备役。该舰于1911年6月21日被列入特种船舶名单，至1912年10月25日正式从海军名录中除籍。在第一次世界大战期间，狮鹫号因太旧而无法投入作战，只得于1915年10月25日被拆成一艘供轮机舱人员培训的废船；自1917年起又作为水雷贮存库而驻扎在海肯多夫。它最终于1921年被变卖至汉堡拆解报废。